# Trinophylum cribratum
Trinophylum cribratum är en skalbaggsart som beskrevs av Bates 1878. Trinophylum cribratum ingår i släktet Trinophylum och familjen långhorningar. Inga underarter finns listade i Catalogue of Life.